# Jupiter Sign
Jupiter Sign (англ. «Знак Юпитера») — четвёртый студийный альбом шведской поп-группы Secret Service, выпущенный в 1984 году. Записан на студии Park Studio в Эльвсё, одном из районов Стокгольма.
Песни «Jo-Anne, Jo-Anne» и «Do It» были выпущены в 1983 году как синглы.

## Список композиций
| Номер | Название песни         | Длительность | Авторы                                                     |
| ----- | ---------------------- | ------------ | ---------------------------------------------------------- |
| 1     | «Jupiter Sign»         | 4:52         | музыка Тима Норелла, текст Бьорна Хокансона                |
| 2     | «Love Cannot Be Wrong» | 2:53         | музыка и текст Тима Норелла и Улы Хоканссона               |
| 3     | «Visions of You»       | 3:13         | музыка и текст Тима Норелла и Улы Хоканссона               |
| 4     | «Heart Companion»      | 3:06         | музыка Тима Норелла, текст Бьорна Хокансона                |
| 5     | «Jo-Anne, Jo-Anne»     | 3:39         | музыка Тима Норелла, текст Бьорна Хокансона и Тима Норелла |
| 6     | «Do It»                | 3:33         | музыка и текст Тима Норелла и Улы Хоканссона               |
| 7     | «Night Café»           | 3:20         | музыка Тима Норелла, текст Бьорна Хокансона                |
| 8     | «All I Wanna Do»       | 3:35         | музыка и текст Тима Норелла и Улы Хоканссона               |
| 9     | «Will You Be Near Me»  | 4:11         | музыка и текст Тима Норелла и Улы Хоканссона               |
| 10    | «Mrs. Marple»          | 3:34         | музыка Тима Норелла, текст Бьорна Хокансона                |

## Участники записи[2]
- Ула Хоканссон – вокал, исполнительный продюсер альбома
- Лейф Паулсен – бас
- Лейф Йоханссон – барабаны
- Тонни Линдберг – гитара
- Тим Норелл, Улф Вальберг – клавишные, бэк-вокал
- Аке Гордебэк, Лейф Паулсен – инженеры звукозаписи
- Калле Бенгтссон – фотосессия для альбома

Продюсерами альбома выступили Ула Хоканссон, Тим Норелл и Улф Вальберг. 